# Nador
Nador (en amazic ⴻⵏⵏⴰⴹⵓⵔ, Ennaḍor) és una ciutat amaziga portuària del nord-est del Marroc, a la regió de l'Oriental i sobre la costa mediterrània (estany de Bou Areg). Se situa a 15 quilòmetres aproximadament al sud de la ciutat espanyola de Melilla i a 165 quilòmetres de Al Hoceima, en el nord del país. La seva activitat econòmica està essencialment vinculada a la pesca, al comerç de fruites i a la metal·lúrgia. La llengua més parlada és l'amazic; l'àrab, encara que sent la llengua oficial del Marroc, continua sent en aquesta regió una llengua relativament poc parlada. També es parla francès i castellà. En 2003, l'Institut Reial de la Cultura Amaziga (IRCAM) decidí adoptar oficialment l'alfabet tifinagh per ensenyar l'amazic a l'escola.

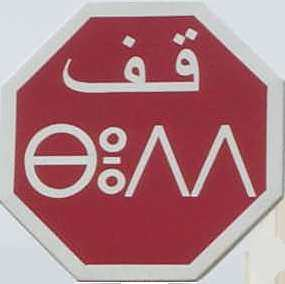
Senyalització bilingüe àrab i amazic a Nador.

## Demografia
| 62.040                                                                           | 126.207 | 135.508 |
| Recensement secondaire : 1982 ; recensement officiel : 2004 ; calculation : 2007 |         |         |

## Història
Nador ha estat la cruïlla de les civilitzacions amaziga, fenícia, cartaginesa, romana i finalment islàmica. Hi ha dues hipòtesis pel que fa a l'origen del nom Nador. Una, seria el diminutiu d'Aït Nador, un dels douars situats prop de la llacuna. Una altra argumenta que en realitat seria procedent de l'àrab nàdara que significa la vista; en efecte, Nador era un punt d'observació estratègica amb Espanya.
La regió ha estat d'altra banda una terra d'acollida per a diversos reis marroquins. És el cas sobretot del rei Úmar ibn Idrís II i del sobirà almoràvit Yussuf Ibn Taixfín, que es va instal·lar amb les seves tropes sobre el mont de Temsamane al Rif.
El sultà Sidi Mohamed Ben Abdellah va escollir l'indret de Nador com a punt de concentració de les seves tropes durant el setge de Melilla. Mohammed Ibn Abderrahmane es va instal·lar un bon temps a la Kasbah de Selouane en qualitat de representant del seu pare a la regió. És igualment el cas dels sultans Moulay Slimane, Moulay Ismail i Hassan I del Marroc, que van dotar la regió de diverses fortificacions. Els nadoris, sota la direcció de Mohammed Ben Abdelkrim El Khattabi, van participar en la guerra del Rif contra les tropes espanyoles.
És la ciutat natal de l'escriptora en català guanyadora del premi Ramon Llull el 2008, Najat El Hachmi i de la també escriptora i infermera, Laila Karrouch.